# Simulium hieroglyphicum
Simulium hieroglyphicum är en tvåvingeart som beskrevs av Peterson, Vargas och Ramirez-perez 1988. Simulium hieroglyphicum ingår i släktet Simulium och familjen knott.
Artens utbredningsområde är Costa Rica. Inga underarter finns listade i Catalogue of Life.